# Лихове
Лихове́ — село в Україні, у складі Нововодолазької селищної громади Харківського району Харківської області. Населення становить 218 осіб. Колишній (до 2020) орган місцевого самоврядування — Просянська сільська рада.

## Географія
Село Лихове знаходиться біля витоків річки Івани. На відстані 2 км розташовані села Ляшівка, Станичне, Дерегівка і Просяне, колишні села Іваненки та Караванівка. Поруч проходить автомобільна дорога М18 (E108).

## Історія
За даними на 1864 рік на казенному хуторі Огульчанської волості Валківського повіту мешкала 91 особа (45 чоловічої статі та 46 — жіночої), налічувалось 10 дворових господарств.
12 червня 2020 року, розпорядженням Кабінету Міністрів України № 725-р «Про визначення адміністративних центрів та затвердження територій територіальних громад Харківської області», увійшло до складу Нововодолазької селищної громади.
19 липня 2020 року, в результаті адміністративно-територіальної реформи та ліквідації Нововодолазького району, село увійшло до складу новоутвореного Харківського району.

## Населення

### Мова
Розподіл населення за рідною мовою за даними перепису 2001 року:
| Мова       | Кількість | Відсоток |
| ---------- | --------- | -------- |
| українська | 202       | 93.52%   |
| російська  | 16        | 6.48%    |
| Усього     | 218       | 100%     |